# Comté de Weld
Pour les articles homonymes, voir Weld.
Le comté de Weld est situé au nord de l'État américain du Colorado. Sa capitale est Greeley.

## Histoire
Le Comté de Weld a été fondé le 1er novembre 1861, année du début de la Guerre de Sécession. Il est nommé en l'honneur du premier Secrétaire d'État du Colorado, Lewis Ledyard Weld (en).

## Démographie
La population du comté était estimée en 2010 à 252 825 habitants. Sa superficie est de 10 416 km2, représentant une densité démographique de 18 habitants au km².
| 1870  | 1880  | 1890   | 1900   | 1910   | 1920   |
| ----- | ----- | ------ | ------ | ------ | ------ |
| 1 636 | 5 646 | 11 736 | 16 808 | 39 177 | 54 059 |

| 1930   | 1940   | 1950   | 1960   | 1970   | 1980    |
| ------ | ------ | ------ | ------ | ------ | ------- |
| 65 097 | 63 747 | 67 504 | 72 344 | 89 297 | 123 438 |

| 1990    | 2000    | 2010    | - | - | - |
| ------- | ------- | ------- | - | - | - |
| 131 821 | 180 936 | 252 825 | - | - | - |

## Municipalités

### Cities
- Brighton (en partie)
- Dacono
- Evans
- Fort Lupton
- Greeley
- Longmont (en partie)
- Northglenn (en partie)
- Thornton (en partie)

### Towns
- Ault
- Berthoud (en partie)
- Eaton
- Erie (en partie)
- Firestone
- Frederick
- Garden City
- Gilcrest
- Grover
- Hudson
- Johnstown (en partie)
- Keenesburg
- Kersey
- LaSalle
- Lochbuie (en partie)
- Mead
- Milliken
- Nunn
- Pierce
- Platteville
- Raymer
- Severance
- Windsor (en partie)

## Lieux remarquables
- Jared L. Brush Barn, grange en bois, 1865, inscrite au Registre national des lieux historiques.